# Gabriela (1975)
Gabriela é uma telenovela brasileira produzida e exibida pela TV Globo de 14 de abril a 24 de outubro de 1975, em 132 capítulos. Substituiu O Rebu e foi substituída por O Grito, sendo a 21.ª "novela das dez" exibida pela emissora.
A trama é uma adaptação do romance Gabriela, Cravo e Canela, de Jorge Amado. Adaptada por Walter George Durst, tem direção de Walter Avancini (também na direção geral) e Gonzaga Blota.
Conta com as atuações de Sônia Braga, Armando Bógus, José Wilker, Nívea Maria, Fúlvio Stefanini, Dina Sfat, Elizabeth Savalla, Marcos Paulo, Eloísa Mafalda e Paulo Gracindo nos papéis principais.

## Sinopse
Em 1925, uma grande seca no Nordeste obriga populações famintas a abandonarem o campo rumo ao sul. A cidade de Ilhéus, na Bahia, começava a se transformar graças às lucrativas lavouras de cacau, que faziam crescer as fortunas dos fazendeiros donos de terras. Entre os retirantes, está a jovem Gabriela, órfã desde menina, que chega à cidade acompanhada de um tio e dois homens que trabalharão nas fazendas de cacau.
Ingênua e criada em um ambiente onde as situações determinam os valores morais, Gabriela aceita tudo com naturalidade e acha complicada a vida das pessoas da cidade. Cobiçada pelos homens, por sua beleza brejeira e sensualidade inocente, Gabriela encontra refúgio quando vai trabalhar como cozinheira na casa do turco Nacib, proprietário do Bar Vesúvio, com quem inicia uma história de amor de altos e baixos.
Em Ilhéus, os senhores do cacau pensam em unir as forças religiosas da população para pedir aos céus que lavem as plantações castigadas pela seca. O lugarejo ferve com a preparação da procissão anual de São Jorge dos Ilhéus, que unirá o que havia de mais representativo na igreja: os protegidos de São Sebastião (os ricos), os de São Jorge (os pobres) e os de Santa Madalena (os boêmios e as prostitutas).
A ideia é do velho Coronel Ramiro Bastos, líder político que dita as regras na região. Porém, ele sente que os tempos mudaram e sabe que a frágil união conseguida na procissão não será suficiente para garantir seu poder e o dos coronéis do cacau, seus aliados. O velho coronel entra em conflito com o recém-chegado Mundinho Falcão, um jovem exportador que vem a Ilhéus cheio de ideias progressistas e renovadoras.
Mundinho associa-se à oposição política, até então vítima de eleições forjadas para manter os coronéis no poder. À primeira vista, a renovação política parece fraca para destituir Ramiro Bastos. O motivo imediato do conflito entre os dois é a construção de um novo porto, proposta por Mundinho, a que o coronel se opõe ferrenhamente. Conflito maior deflagrado pelo romance que inicia-se entre o rapaz e Jerusa, neta de Ramiro.
Ao final, a situação está enfraquecida e a morte de Ramiro Bastos traz novo alento à oposição. Tanto que Mundinho recebe o aval da família Bastos para namorar Jerusa. Porém, o rapaz termina adorado pelas baianas, que lhe beijam a mão em praça pública, uma atitude que nitidamente remete ao coronelismo da região.

## Elenco
| Interprete          | Personagem                                 |
| ------------------- | ------------------------------------------ |
| Sônia Braga         | Gabriela da Silva                          |
| Armando Bogus       | Nacib Achcar Saad                          |
| Paulo Gracindo      | Coronel Ramiro Bastos                      |
| José Wilker         | Raimundo Mendes Falcão (Mundinho Falcão)   |
| Nívea Maria         | Jerusa Bastos                              |
| Elizabeth Savalla   | Malvina Tavares                            |
| Gilberto Martinho   | Coronel Melk Tavares                       |
| Fúlvio Stefanini    | Antônio Ramiro Bastos (Tonico Bastos)      |
| Ângela Leal         | Olga Bastos                                |
| Eloísa Mafalda      | Maria Machadão                             |
| Jayme Barcellos     | Dr. Ezequiel Prado                         |
| Marco Nanini        | Professor Josué Camargo                    |
| Ary Fontoura        | Pelópidas Assunção D'Ávila (Doutor)        |
| Francisco Dantas    | Coronel Jesuíno Guedes Cavalcanti Mendonça |
| Ana Ariel           | Idalina Tavares                            |
| Hemílcio Fróes      | Alfredo Bastos                             |
| Luiz Orioni         | João Fulgêncio                             |
| Paulo Gonçalves     | Dr. Maurício Caíres                        |
| Mário Gomes         | Berto da Silva Leal                        |
| Castro Gonzaga      | Coronel Amâncio da Silva Leal              |
| Sônia Oiticica      | Sílvia Bastos                              |
| Ana Maria Magalhães | Glória Ribeiro (Glorinha)                  |
| Thelma Reston       | Dona Arminda                               |
| Jorge Cherques      | Basílio Cerqueira (Padre Basílio)          |
| Cidinha Milan       | Chiquinha                                  |
| Tonico Pereira      | Chico Moleza                               |
| Cosme dos Santos    | Tuísca                                     |
| Rafael de Carvalho  | Coronel Coriolano Ribeiro                  |
| Sérgio de Oliveira  | Capitão                                    |
| Margareth Boury     | Mariquinha                                 |
| Maria das Graças    | Deusolina                                  |
| Ilcléia Magalhães   | Pretinha                                   |

### Participações especiais
| Interprete         | Personagem                                    |
| ------------------ | --------------------------------------------- |
| Dina Sfat          | Risoleta Prado (Zarolha)                      |
| Maria Fernanda     | Dona Sinhazinha Guedes Mendonça               |
| João Paulo Adour   | Dr. Osmundo Pimentel                          |
| Rubens de Falco    | João Pimentel                                 |
| Hugo Carvana       | Dr. Argileu Palmeira                          |
| Milton Gonçalves   | Filó                                          |
| Stênio Garcia      | Felismino                                     |
| Marcos Paulo       | Rômulo Vieira                                 |
| Monah Delacy       | Deusolina Leal (Dadá)                         |
| Paulo César Pereio | Príncipe Sandra                               |
| Neila Tavares      | Anabela Pinto                                 |
| Roberto Bonfim     | Chico Chicão (Francisco Francisco dos Santos) |
| Natália do Vale    | Orora                                         |
| Pedro Paulo Rangel | Juca Viana                                    |
| Germano Filho      | Seu Silva                                     |
| Ilva Niño          | Filomena                                      |
| Maria Lúcia Dahl   | Jandaia                                       |
| Clementino Kelé    | Negro Fagundes                                |
| Marilena Cury      | Zobaida Saad                                  |
| Isaac Bardavid     | Juiz do julgamento de Jesuíno                 |
| Wilson Grey        | Zé                                            |
| Adhemar Rodrigues  | Clemente                                      |
| Alciro Cunha       | Coronel Aristóteles Pires                     |
| Antônio Carlos     |                                               |
| Antônio Victor     | Magistrado                                    |
| Apolo Corrêa       | Parente de Sinhazinha                         |
| Blanche Paes Leme  | Dona Crisalina                                |
| Ferreira Leite     | Camilo Góes                                   |
| Líbia Esmeralda    | Dona Jorgina (Jorgina Cunhambebe)             |
| Lícia Magna        | Parente de Sinhazinha                         |
| Maria Angélica     | Neusona                                       |
| Nazareth Alair     | Beata                                         |
| Regina Viana       | Salma                                         |
| Samir de Montemor  | Saad                                          |

## Reprises
Foi reprisada pela primeira vez entre 29 de janeiro e 4 de maio de 1979, às 22h, em 83 capítulos, substituindo Sinal de Alerta. Foi reprisada pela segunda vez em 18 de março de 1980 num compacto de 90 minutos no "Festival 15 Anos". Foi reprisada pela terceira vez entre 15 de junho a 02 de julho de 1982, às 22h15, em um compacto de 12 capítulos.
Foi reprisada pela quarta vez no Vale a Pena Ver de Novo entre 24 de outubro de 1988 a 24 de fevereiro de 1989, substituindo Ti Ti Ti e sendo substituída por A Gata Comeu, em 90 capítulos. Foi a única novela das 22 horas da Globo que ganhou uma reprise na sessão.

## Impacto em Portugal
Foi a primeira telenovela exibida em Portugal na RTP 1, começou a ser transmitida em 16 de maio de 1977 e foi um enorme sucesso em todo o país. Em 1977, o número de aparelhos televisivos era baixo em Portugal (150 televisores por mil habitantes), o que fazia com que as habitantes das aldeias, vilas pequenas e bairros populares a deslocarem-se de propósito a cafés, às associações de bairro e de moradores ou sedes de outras associações cooperativas, para poderem assistir à telenovela. Isto prova o sucesso desta telenovela brasileira, apesar de nessa época não haver shares de audiência (também só existiam dois canais e a RTP 2 tinha pouca cobertura nacional). A sua popularidade atingiu todos os estratos sociais.
Esse sucesso também se refletiu em novos modos de comportamento e de relacionamento social, esta novela mostrou algo que nunca havia sido visto na televisão portuguesa (apenas três anos após a queda da ditadura do Estado Novo) e influenciou a moda, incluindo os penteados, a escolha dos nomes de bebês e da linguagem usada (palavras como bacano tornaram-se populares). Essa influência continuaria com outras novelas oriundas do Brasil. O êxito foi tal que as reuniões na Assembleia da República eram adiadas para uma hora posterior à exibição da novela. Gabriela foi um sucesso estrondoso na televisão portuguesa, abrindo horizontes para a produção de uma série de novelas portuguesas, sendo a primeira Vila Faia em 1982.
O sucesso foi tal que quando dois atores brasileiros chegaram a Portugal Elizabeth Savalla que interpretava a rebelde Malvina que se revoltava contra as prepotências do seu pai, um coronel e Fúlvio Stefanini que interpretava o personagem Tonico Bastos, centenas de pessoas estiveram presentes no aeroporto de Lisboa para os ver (uma delas seria o então primeiro-ministro português da época, Mário Soares) e o evento até mereceu primeira página do jornal Diário de Notícias. A transmissão teve lugar até 16 de novembro desse ano, sendo substituída por outra telenovela brasileira, O Casarão.

## Trilha Sonora
1. Coração Ateu - Maria Bethânia
2. Guitarra Baiana - Moraes Moreira
3. Alegre Menina - Djavan
4. Quero ver Subir Quero ver Descer - Wálter Queiróz
5. Horas - Quarteto Em Cy
6. São Jorge dos Ilhéus - Alceu Valença
7. Modinha para Gabriela - Gal Costa
8. Filho da Bahia - Fafá de Belém
9. Caravana - Geraldo Azevedo
10. Porto - MPB4
11. Retirada - Elomar
12. Doces Olheiras - João Bosco
13. Adeus - Walker

- Coordenação geral: João Araújo
- Direção de produção: Guto Graça Mello
- Assistentes de produção: Perinho Albuquerque, João Mello, Paulinho Tapajós e Roberto Santana
- Arranjos: Guto Graça Mello, Dori Caymmi, João Donato, Oscar Castro Neves e Perinho Albuquerque

### Trilha Sonora Complementar: Uma Noite no Bataclan
1. A Volta do Boêmio - Nelson Gonçalves
2. Malagueña - Los Índios
3. Vingança - Linda Batista
4. Siboney - Orquestra Serenata Tropical
5. Bigorrilho - Jorge Veiga
6. Mano a Mano - Carlos Lombardi
7. O Meu Boi Morreu - Cravo & Canela
8. Bar da Noite - Nora Ney
9. História de un Amor - Pepe Avila & Los Bronces
10. Castigo - Roberto Luna
11. Mambo Jambo - Perez Prado
12. Tortura de Amor - Waldick Soriano
13. Perfume de Gardênia - Bienvenido Granda
14. Jura - Altamir Carrilho

- Coordenação geral: João Araújo
- Planificação e repertório: Toninho Paladino